# تبادل إنشاء الكتب المسموعة

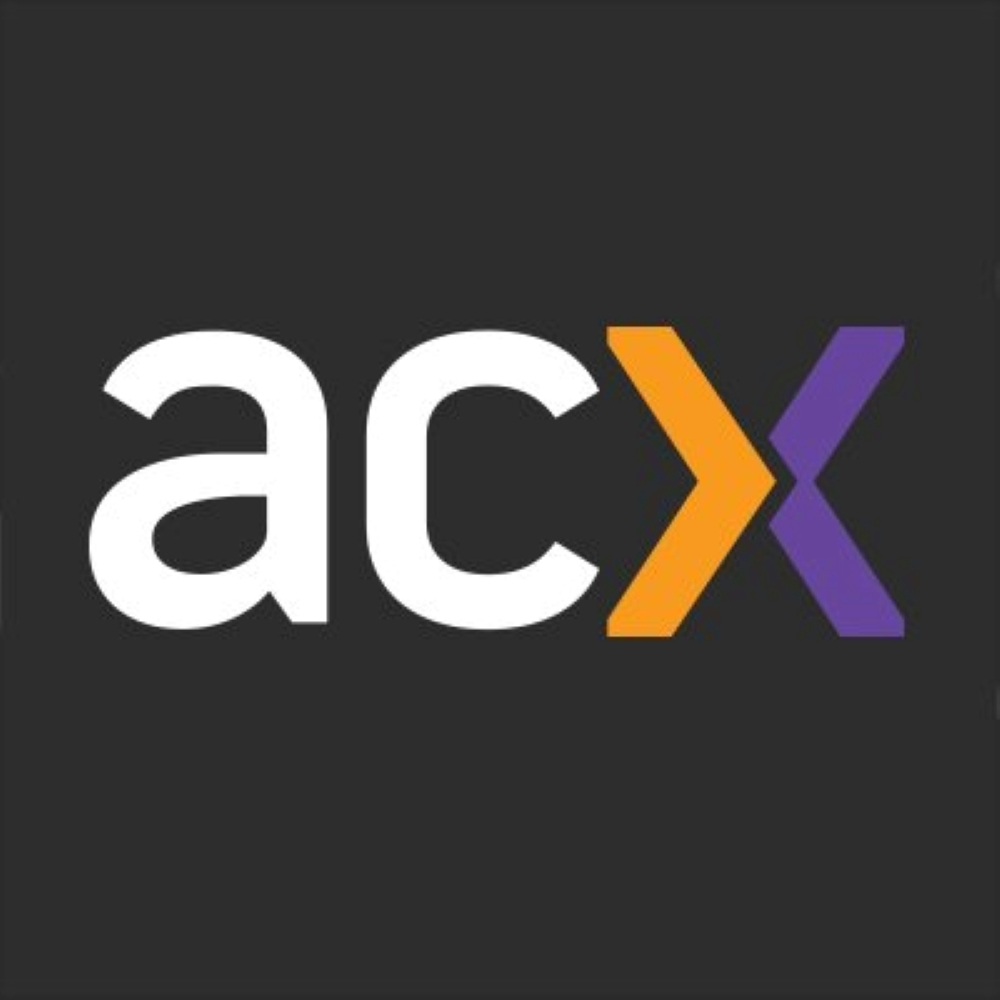
شعار تبادل إنشاء الكتب الصوتية

تبادل إنشاء الكتب المسموعة أي سي اكس، هو سوق للرواة والمؤلفين والوكلاء والناشرين وأصحاب الحقوق المحترفين للاتصال وإنشاء كتب صوتية تم إطلاق أي سي اكس بواسطة أوديبل في 12 مايو 2011.

## نظرة عامة
تعود ملكية أي سي اكس إلى شركة أوديبل وهي إحدى شركات امازون. جميع العناوين التي تم إنتاجها من خلال أي سي اكس متاحة للبيع على أوديبل وامازون واي تيونز.
في أي سي اكس، يسجل العميل الدخول إما كمنتج لكتاب صوتي أو كشخص يمتلك حقوق إنشاء كتاب صوتي.في أي سي اكس، المنتج هو أي شخص يمكنه تقديم أو المساعدة في تسليم كتاب صوتي جاهز للبيع بالتجزئة.تضم هذه المجموعة استوديوهات التسجيل والرواة ومهندسي الصوت ومحرري الكتب الصوتية. يشمل أصحاب الحقوق أي شخص يمتلك الحقوق الصوتية لكتاب ما: مؤلفون، رواة، وكلاء أدبيون،ناشرون، إلخ.

## التاريخ
في فبراير 2012أطلقت أي سي اكس «سير عمل دي أي يو». يسمح دي أي يو للمستخدمين الذين يمتلكون الحقوق الصوتية للكتب الصوتية المكتملة بالفعل بتحميلها بشكل فردي من خلال أي سي اكس وتوزيعها من خلال قنوات مبيعات مسموع.
في أبريل 2013، أعلنت أي سي اكس عن «خدمة المؤلف المسموعة» وهو برنامج تحفيزي لتوزيع الأرباح على مؤلفي الكتب المسموعة.يتلقى المؤلفون الذين يسجلون مبلغ 1 دولارًا لكل كتاب مسموع يتم بيعه.

## روابط خارجية
- ACX، الموقع الرسمي